# Ted Clamp
Ted Clamp (1924–1990) là một cầu thủ bóng đá người Anh biết đến nhiều nhất ở vị trí thủ môn cho nhiều đội bóng trong thập niên 1940, 1950 và đầu 1960.